# りゅうこつ座イオタ星
りゅうこつ座ι星は、りゅうこつ座の恒星で2等星。ニセ十字を形成する恒星の1つでもある。地球の歳差運動により、西暦8100年ごろには南極星になることが予想されている。

## 特徴
自転周期は215日未満と遅く、赤道では1秒あたり10キロメートルの速度である。磁気活動と共にX線を放射している。金属含有量が太陽の0.4倍。この星は白色の超巨星であり、ヘリウム核が、高温になった水素へと変わって活動を始めていて、逆に表面は冷えながら膨張している。将来、超新星爆発を起こすことなく、白色矮星になるだろうと考えられている。

## 名称
固有名アスピディスケ (Aspidiske) は、ギリシア語で「小さな盾」を指す言葉に由来する。これは、トレミーが著書「アルマゲスト」の中でアルゴ座の幾つかの星を示すのに使ったことに始まる。2016年7月20日、国際天文学連合の恒星の命名に関するワーキンググループ (Working Group on Star Names, WGSN) によって、Aspidiske がりゅうこつ座ι星の固有名として正式に承認された。
とも座には、アスミディスケ（ξ星）と名づけられた星もあり、元々は語源が同じであったものがなまったといわれている。